# 馬歇爾鎮區 (密蘇里州薩林縣)
馬歇爾鎮區（英語：Marshall Township）是位於美國密蘇里州薩林縣的一個行政鎮區。

## 地方資料
馬歇爾鎮區的面積為282.45平方千米，當中陸地面積為281.17平方千米，而水域面積為1.28平方千米。根據2020年美國人口普查的數據，當地共有人口15224人，而人口密度為每平方千米53.9人。